# 起亚早安
起亚早安（Kia Morning）又名Kia Picanto是一種外銷導向的都會用迷你車，在台灣過去稱作Kia Euro Star，在越南稱為Kia New Morning，在馬來西亞稱Naza Suria或Naza Picanto。本車主攻開發中國家的低價市場，主要在韓國瑞山市的Donghee合資工廠生產，有些國家也在當地製造了該車的組裝版。

## 第一代（SA；2003）
在現代汽車集團內部代號為'SA'，除了馬來西亞的市場是外包給當地車廠Naza授權生產，其他都在韓國首爾廠生產。為了打入歐洲較高品質的市場，Morning/Picanto加裝了CD播放音響（還可播MP1/MP2/MP3等音樂格式）、空調系統、前後電動車窗、遙控鎖、電動後照鏡等配備，並在歐洲短暫的廣告中提到這些配備。
2010年式的小改版推出後只在韓國及部分地区（例如香港）銷售，僅做了內裝和外觀的小修改。

## 第二代（TA；2011）
2011年，起亚推出了早安的第二代产品。

## 第三代（JA；2017）
2017年，起亞推出了Picanto的第三代產品。
2021年，起亞第二代Logo正式啟用。

## 外部連結
- Kia Morning
- Kia's UK picanto website （页面存档备份，存于）
- Naza Suria （页面存档备份，存于）
- KIA PICANTO臺灣俱樂部[永久]